# Sterrenbotsing

Conceptweergave van een nauwe dubbelster zoals een W Ursae Majoris-veranderlijke. Door massaoverdracht kunnen sterren in botsing komen.

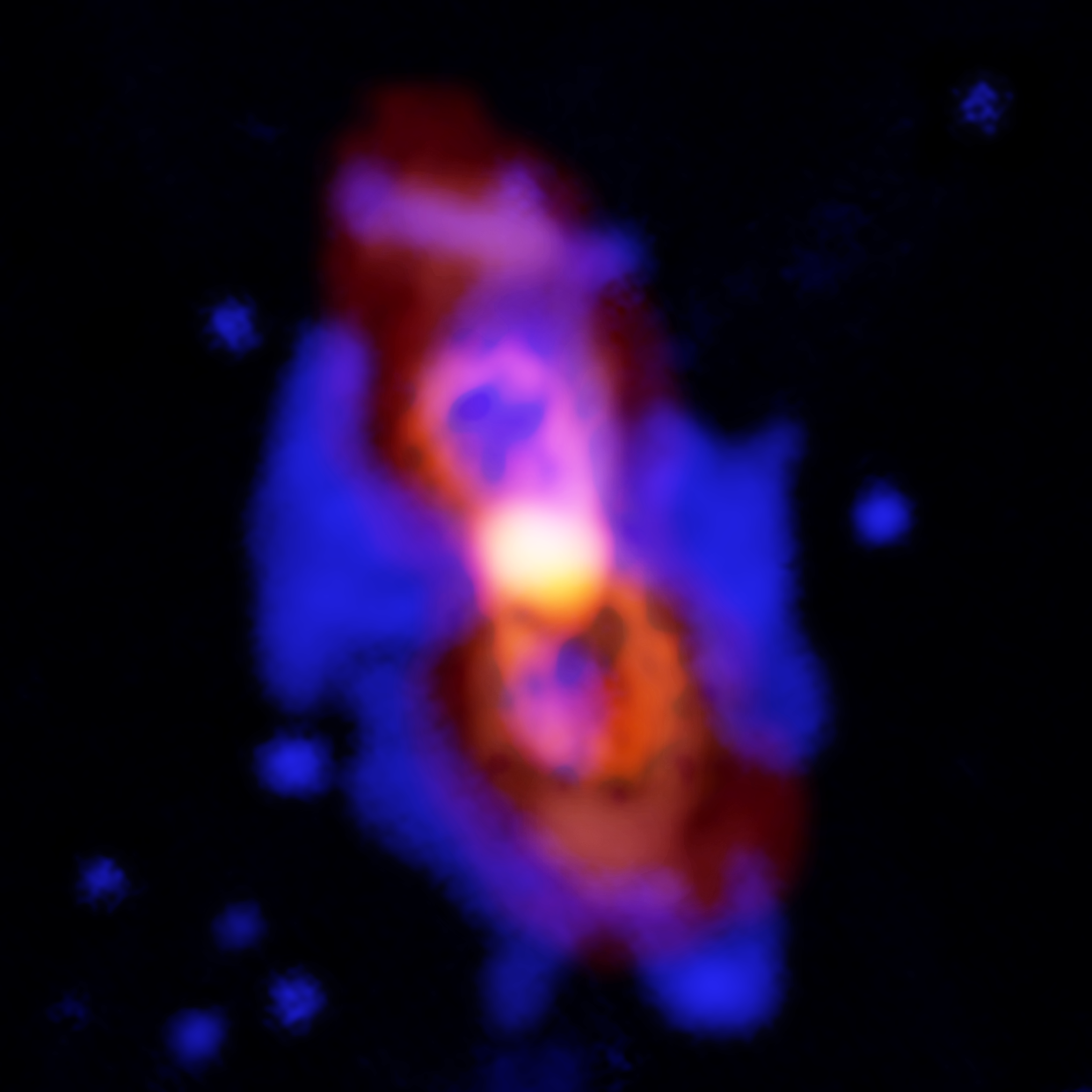
Dit object, CK Vulpeculae, is het resultaat van een sterrenbotsing. De kleuren zijn veranderd om verschillende golflengten weer te geven.

Een sterrenbotsing is het samenkomen van twee sterren, bijvoorbeeld door de dynamiek in een sterrenhoop, of door afname in omloop bij een dubbelstersysteem, door massaverlies of zwaartekrachtstraling, of door andere mechanismen die nog niet volledig worden begrepen. 
Astronomen voorspellen dat dit soort gebeurtenissen in bolvormige sterrenhopen in de Melkweg ongeveer eens in de tienduizend jaar plaatsvindt. Op 2 september 2008 hebben wetenschappers voor het eerst een samensmelting van sterren waargenomen in het sterrenbeeld Schorpioen. Het object heet V1309 Scorpii, een dubbelster die middels een rode nova is samengesmolten, hoewel men toendertijd niet begreep wat het precies was.
Elk type ster in het universum kan in botsing komen. Als ze nog 'levend' zijn, waarmee bedoeld wordt dat er nog kernfusie in plaats vind, maar ook als ze 'dood' zijn, betekenend dat kernfusie is stilgevallen. Zo zijn er bijvoorbeeld hoofdreekssterren, reuzensterren, superreuzen, witte dwergen, neutronensterren en zwarte gaten. Al deze sterren kunnen enorm variëren in samenstelling, massahoeveelheid, temperatuur en omvang waardoor ze ook verschillend reageren bij een botsing.
Lang geleden, in een sterrenstelsel hier ver, ver vandaan, zijn twee neutronensterren op elkaar gebotst. Op 17 augustus 2017 ontving men hiervan een zwaartekrachtgolf, GW170817. Het was de eerste keer dat zo'n sterrenbotsing waargenomen kon worden via zwaartekrachtstraling, omdat hij ook optisch waarneembaar was, in tegenstelling tot de botsingen van zwarte gaten waarbij niets te zien valt.

## Soorten sterrenbotsingen en samensmeltingen

### Supernova type Ia
Witte dwergen zijn de overblijfselen van sterren met een relatief lage massa, die gigantische explosies kunnen veroorzaken wanneer ze deel uitmaken van een dubbelstersysteem: een supernova type Ia. De normale aanvliegroute is wanneer een witte dwerg materie van een begeleidende hoofdreeksster of rode reus afsnoept en hier een accretieschijf mee vormt. Een zeldzame vorm is wanneer twee witte dwergen om elkaar heen draaien en zo een supernova produceren. Doordat de dwergen hierbij zwaartekrachtgolven uitzenden, wordt hun omloop steeds nauwer om elkaar. Als ze eindelijk samenkomen en de gecombineerde massa is groter dan de Chandrasekhar massa, kan koolstoffusie ontvlammen en schiet de temperatuur exponentieel omhoog. Omdat een witte dwerg uit ontaarde materie bestaat, is het niet mogelijk om deze thermische druk door middel van uitzetting op te vangen in een veilig evenwicht. Daarom zullen de fusieprocessen de ster extreem verhitten en uit elkaar doen knallen, waardoor er een supernova plaatsvindt. In luttele seconden wordt de gehele massa van de witte dwerg het heelal in geslingerd. 

### Samensmelting van neutronensterren
Het samensmelten van neutronensterren gebeurt op een vergelijkbare manier als het zeldzame type Ia supernova waarin twee witte dwergen fuseren. Wanneer twee neutronensterren in nauwe omloop zijn van elkaar, zullen ze in een inwaardse spiraal mekaar steeds dichter naderen door het uitzenden van zwaartekrachtstraling. Bij een samensmelting ontstaat er een nog zwaardere neutronenster of een stellair zwart gat, afhankelijk van of de Oppenheimer-Volkofflimiet wordt overschreden. Hierbij wordt in een of twee milliseconden een magnetisch veld gecreëerd dat biljoenen keer zo sterk is als dat van de Aarde. Astronomen geloven dat een sterrenbotsing tussen twee neutronensterren kilonovae en korte gammaflitsen kan produceren.

### Thorne–Żytkow objecten
Wanneer een neutronenster botst met een rode reus van geschikte lage massa en dichtheid kan er een exotisch object ontstaan: het Thorne–Żytkow-object. In essentie overleeft de neutronenster binnenin een enorme ster en smelt dan samen met diens sterkern. Deze objecten zijn nog niet bewezen of aangetoond, echter zijn er wel kandidaten voor aangemerkt.

### Samensmeltingen van dubbelsterren
Zo'n beetje de helft van alle sterren aan de hemel zijn onderdeel van een dubbelster, waarbij twee sterren in omloop zijn van elkaar. Sommige dubbelsterren liggen zo nauw bij elkaar dat ze hun steratmosfeer met elkaar delen, waardoor een pindavorm ontstaat. Deze stersystemen zijn meestal stabiel, echter zijn er enkele waarnemingen geweest van sterren die samensmolten, waarvan de oorzaak niet volledig begrepen wordt.

### Planeetvorming
Wanneer twee sterren met een relatief lage massa in een dubbelstersysteem samensmelten, kan massa worden afgeworpen in de omloopbaan van de botsende sterren, waardoor een excretieschijf zich kan vormen waaruit planeten kunnen ontstaan.

## Ontdekking
Alhoewel het concept van een sterrenbotsing al generaties lang bestaat, kan het alleen met de huidige, nieuwe technologie ook daadwerkelijk worden bestudeerd. De beroemde astronoom Charles Messier ontdekte bijvoorbeeld in 1764 een sterrenhoop die we nu kennen als Messier 30. In de twintigste eeuw kwam men pas tot de conclusie dat deze sterrenhoop plusminus 13 miljard oud is. Met behulp van ruimtetelescoop Hubble zijn sinds de jaren 90 de individuele sterren ervan bestudeerd. Met deze nieuwe technologie ontdekten astronomen dat er sterren tussen zaten, zogenaamde "blauwe dwaalsterren", die veel jonger moesten zijn dan de rest van de sterren in de sterrenhoop. Dit gegeven was een sterke aanwijzing dat sterren moeten zijn samengesmolten of een sterrenbotsing moeten hebben doorstaan, omdat sterren in een sterrenhoop normaal gesproken in dezelfde periode ontstaan. Er moet een hernieuwde brandstoftoevoer voor kernfusie hebben plaatsgevonden, omdat alle gelijksoortige sterren uit deze bolhoop reeds aan het uitdoven waren.

## Sterrenbotsingen en het zonnestelsel
Alhoewel sterrenbotsingen vrij frequent in sommige delen van een sterrenstelsel plaats kunnen vinden, is de kans op een sterrenbotsing met onze Zon erg klein. De huidige modellen voor kansberekening voor een sterrenbotsing met de Zon voorspellen de kans op ééns in 1028 jaar (dat zijn 28 nullen). Terwijl de leeftijd van ons heelal 'slechts' wordt berekend op 13,8 miljard jaar, oftewel 1,38 · 1010 jaar. Ook de kans op een bijna-botsing is ontzettend klein. De schatting hiervan berekent men met de volgende formule:
N ~ 4.2 · D2 Myr−1
waarbij N het aantal maal dat een ster in de radius D komt in parsecs per miljoen jaar. Ter vergelijking: De straal van de omloop van de Aarde om de Zon, 1 AE, is 4,82 × 10−6 parsecs. De kans dat een ster binnen een miljoen jaar in 1 AE van onze zon langsscheert is dus enorm klein.
Mocht het toch gebeuren, dan zal onze ster (de Zon) hoogstwaarschijnlijk van zo'n astronomische gebeurtenis niet veranderen, maar de kwetsbare Aarde zou een stuk makkelijker schade kunnen ondervinden. Astronomen vertellen ons dat mocht een sterrenbotsing plaatsvinden in een radius van 100 lichtjaar van onze planeet, de resulterende gammaflits al het leven op de Aarde zou kunnen vernietigen. Dit blijft echter een zeer onwaarschijnlijk scenario, omdat er geen sterrenhopen zo dicht bij het zonnestelsel zijn.